# Xã Arrowhead, Quận St. Louis, Minnesota
Xã Arrowhead (tiếng Anh: Arrowhead Township) là một xã thuộc quận St. Louis, tiểu bang Minnesota, Hoa Kỳ. Năm 2010, dân số của xã này là 223 người.